# Ferran Latorre i Torres
Ferran Latorre i Torres (Barcelona, 18 d'octubre de 1970) és un alpinista català, conegut per esdevenir el primer català que assoleix els 14 cims de més de vuit mil metres que hi ha al món, tots sense O₂ artificial llevat de l'Everest.

## Biografia
La curiositat per la muntanya li desperta a l'escola, quan, amb els seus companys, va anar una setmana sencera al Parc Natural d'Aigüestortes. Als 14 anys els seus pares el varen fer soci del Centre Excursionista de Catalunya, on es formà com a alpinista i, especialment, com a destacat escalador en roca i en gel. Va fer cims al Pirineu, als Alps i finalment a l'Himàlaia, on va escalar el Shisha Pangma Central (8008 m) el 1992 a l'edat de 21 anys, en la primera ocasió en què sortia fora d'Europa. A nivell d'estudis, va cursar fins al COU a l'Aula Escola Europea i ha estat alumne de l'Escola Tècnica Superior d'Enginyeria Industrial de Barcelona.
D'ençà de 1997 participa com a càmera en el programa de TVE Al filo de lo imposible, amb el qual ha anat a expedicions al Kirguizstan, a Groenlàndia, a les illes Geòrgia del Sud o la Terra de la Reina Maud, a l'Antàrtida, a més de l'Himàlaia i el Karakorum, durant catorze anys. Un dels seus successos més importants és la coronació del cim nord del Gasherbrum IV (7.910 metres), per la ruta americana del 86, amb companyia d'Alberto Iñurrategi, José Carlos Tamayo, Juan Vallejo i Mikel Zabalza.
Juntament amb altres alpinistes com Sebastià Alvaro, Oriol Ribas, Manel de la Matta Sastre o Nani Durró ha estat un dels cofundadors de la Fundació Muntanyencs per l'Himàlaia, una ONG per a millorar les condicions de vida de la gent que ajuda els escaladors. En aquesta ONG va ser membre del patronat de 2002 fins a 2008. Ha publicat articles en mitjans com Desnivel, Extremo, Vèrtex, Vertical, El Mundo, El Mundo Deportivo El 9 Nou i La Vanguardia.
Es va proposar d'endegar el projecte CAT14x8000, que tenia com a objectiu d'esdevenir el primer català a fer els 14 cims més alts de 8.000 metres sense oxigen. I va assolir aquest repte el 27 de maig de 2017 en culminar l'escalada de l'Everest. Prèviament havia coronat el Shisha Pangma (Ruta britànica del sud en estil alpí), Annapurna, Broad Peak, Dhaulagiri, Manaslu, Kangchenjunga, Lhotse, Makalu, Cho Oyu i K2, i un vuit mil secundari, el Shisha Pangma Central també per la Cara Sud (Ruta Loretan). L'any 2004 va participar en l'expedició de rescat a Juanito Oiarzábal, el 2012 a la que rescatà el xerpa Dawa, i el 2013, sense èxit, a l'expedició per intentar rescatar Juanjo Garra.
El 27 de maig de 2017, als 46 anys, va esdevenir el primer català a coronar els catorze vuit mils del planeta.

## Expedicions
- Shisha Pangma Central (8.008 m), ruta britànica del sud en estil alpí, cim assolit l'any 1992.
- Annapurna (8.091m). Cim amb Juanito Oiarzabal, que feia el seu 14è vuit mil, i Juan Vallejo.
- Makalu (8.465m). Pel Pilar Oest fins a 7600 m. No fan cim a causa del mal temps.
- Manaslu (8.156m). Cim assolit l'any 1999.
- Everest (8.846m). Dos intents sense oxigen per l'aresta nord fins als 8.700 m, sense fer cim.
- K2 (8.611). Amb Juanito Oiarzabal, Juan Vallejo, Mikel Zabalza i Edurne Pasaban. Assoleix els 7.900 m.
- Kangchenjunga (8.586). Amb Juan Vallejo, Mikel Zabalza i Yosu Bereciartua. Abandonen als 8.500 metres a causa del mal temps.
- Everest. Provatura en estil alpí al Corredor Horbein, amb Juan Vallejo i Alberto Iñurrategi, on assoleix la cota 8.200.
- Broad Peak (8.047). Cim assolit amb Edurne Pasaban, Iván Vallejo i Silvio Mondinelli, que feia el seu 14è vuit mil.
- Dhaulagiri (8.167 m). Cim assolit amb Edurne Pasaban i Iván Vallejo, que completava l'últim vuit mil que li faltava.
- Gasherbrum IV (cim nord). Cim per la "ruta americana" amb Alberto Iñurrategi, J.C. Tamayo, Mikel Zabalza i Juan Vallejo.[7]
- Kanchenjunga (8.586 m). Cim amb Edurne Pasaban i Juanito Oiarzabal.[10]
- Lhotse (8.516 m). Cim amb Enric Llonch.[11]
- Cho Oyu (8.201 m) 26 de setembre de 2013. Cim amb Azim Ghychisaz.[12]
- K2 (8.611m). 26 de juliol de 2014. Cim per l'esperó dels Abruzzos, ruta normal. Aprofitant una finestra de bon temps, assoleix el cim després d'una dura jornada de 15 hores de pujada.
- Gasherbrum I, 24 de juliol de 2015. Feu cim amb Yannick Graziani, Tom Seidensticker i Muhammad Sadiq.[13]
- Makalu, cim fet el 23 de maig de 2016.[14]
- Nanga Parbat, cim fet el 25 de juliol de 2016.[15]
- Everest, cim fet el 27 de maig de 2017 (fent servir oxigen artificial).[16]

## Premis
- Piolet d'Or, atorgat per la Federació Espanyola (1995), per l'obertura de vies de dificultat als Alps amb Patrick Gabarrou[1]
- Piolet d'Or, atorgat per la Federació Espanyola (2008), per l'ascensió al Gasherbrum IV (7925 m)[1]
- Premi de periodisme del Festival de Cinema de Muntanya de Torelló.[17]